# ヘンリー・エヴィントン

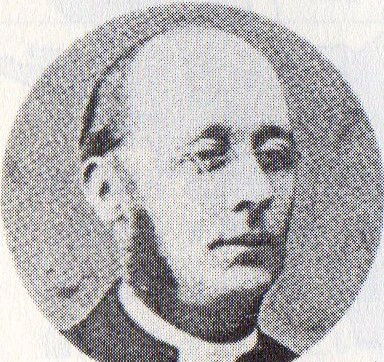
英国教会宣教会の宣教師ヘンリー・エヴィントン

ヘンリー・エヴィントン（Henry Evington, 1848年 - 1912年）は、イングランド国教会の教会伝道協会 (Church Mission Society, CMS) のイギリス人宣教師、聖公会司祭である。開拓精神に富んだ聖公会司祭として知られている。

## 生涯
1874年、宣教師として長崎に上陸した。同年末に大阪に移動し、最初は神戸の英人会衆の働きに従事し、のち日本語を解するにつれ日本人への伝道に働いた。1879年にはエヴィントンを主任として信徒が自給的に講義所を始め、それが発展して1883年に聖救主教会が設立された。現在の大阪聖愛教会の前身である。
1880年、エヴィントンが徳島で静養したのを端緒として求道者が起こり、翌1881年に3人の受洗者を出している。このエヴィントンの伝道がきっかけになり、徳島伝道に力が注がれ、1883年には徳島県最初のプロテスタント教会として徳島教会が誕生した。今日の日本基督教団徳島教会である。その教会で、賀川豊彦が入信した。
1882年、山陰地方伝道を志して、山陽地方から中国山脈を越えて、江津、浜田に伝道した。1885年松江で、毎晩600人を超える聴衆を集めて伝道集会を開いた。1888年には、日本聖公会松江伝道所が、島根県最初の教会として誕生した。